# 李玲蔚
李玲蔚（1964年1月4日—），浙江丽水市青田县人，中华人民共和国女子羽毛球运动员。2015年3月起任国家体育总局网球运动管理中心党委书记。2016年12月任中国奥林匹克委员会副主席，2024年7月24日任国际奥委会执行委员会委员。

## 簡歷

### 運動員生涯
1975年，11歲的李玲蔚入選浙江省羽毛球隊；並在五年後贏得全國青少年羽毛球比賽單打冠軍，和成年組比賽雙打冠軍。此後，她被選入國家羽毛球隊，並在1983年世界羽毛球锦标赛获得首個女单世界冠军。1984年，加入中国共产党。
李玲蔚先後在1983年、1985年及1989年的世界羽毛球锦标赛，以及1984年至1987年連續4屆的羽毛球世界杯获得女子单打冠军；又在1983年、1986年及1987年的羽毛球世界杯和1985年世界羽毛球锦标赛获得女子双打世界冠軍頭銜；此外，她还是中国队贏得1984年、1986年、1988年尤伯杯冠军的主力成员。在短短六年间，李玲蔚共获得世界冠军13次，开创所谓“李玲蔚时代”，並因而獲得「羽坛皇后」、「一代羽毛球女王」等美譽。
李玲蔚在其羽毛球生涯中获得過50多項冠軍，當中包括全英羽毛球公開賽和世界羽毛球大奖赛总决赛等单打和双打冠军；是世界羽毛球史上首位囊括世锦赛、世界杯、全英赛和大奖赛总决赛金牌的女子单打羽毛球运动员。
李玲蔚在1989年退役，其後进入杭州大学读书。由于羽毛球直至1992年才首度被列为奥林匹克运动会正式竞赛项目，李玲蔚始终未能以运动员身份参加奥运，对此她曾表示“其实我自己没觉得这有多大遗憾，倒是很多球迷为我感到遗憾……可如果我参加了但第一轮就被淘汰，那才真的遗憾呢”。

### 教練生涯
1991年，李玲蔚回到中国国家羽毛球隊，擔任国家队的助理教练；及至1994年12月起出任女队主教练，並曾率領中国女子羽毛球队贏得1998年優霸盃冠軍。
1998年，由於當時参加亚特兰大奥运会的队员迟迟未能獲發奖金，羽毛球联赛的资金亦出現問題，包括李玲蔚在内的多名教练於是上书领导，集體弹劾国家队總教練李永波。事後，训练局调查指李永波个人不存在贪污和挪用公款的问题，可繼續留任；而李玲蔚和李矛等人則离开了羽毛球队。談及辞职原因，李玲蔚只謂「没别的原因，就是不想干了」。

### 行政生涯
2002年5月12日，時任中國羽毛球協會副主席的李玲蔚当选國際羽聯理事会的理事，成为理事会中仅有的三名女性之一。在任期間，她還考上北京体育大学的博士研究生，专攻社会学。
2003年，李玲蔚当选第十届全国政协委员，成为該屆政协唯一一位羽毛球运动员出身的委员。同年，她獲調任北京奥组委体育部，出任二级项目专家，後轉任北京奥组委国际联络部副部长。在北京奥运会结束后，她獲升任為中国国家体育总局乒羽运动管理中心副主任，事隔10年再次回歸中国羽毛球队。
2010年12月，李玲蔚獲中国国家体育总局調任為网管中心副主任，接替退休的高沈阳。
2012年7月26日，李玲蔚当选国际奥林匹克委员会委员。2015年3月，李玲蔚任国家体育总局网球运动管理中心主任、党委书记，晋升正厅级。2016年12月28日，李玲蔚在中国奥委会全会中当选为中国奥林匹克委员会副主席。
2024年7月24日，李玲蔚在国际奥委会第142次全会上当选国际奥委会执委会委员。

## 個人榮譽
李玲蔚在1980年和1985年分别获國家頒發「运动健将」和「国际运动健将」称号，又曾七次获国家体委颁发「体育运动荣誉奖章」。此外，她又從1984年起连续4次被评为「全国十佳运动员」；更在1989年被评为中国建国40年来杰出运动员之一。
羽壇榮譽方面，李玲蔚在1994年获国际羽联頒發「杰出成就奖」；4年后更入选羽毛球名人堂。
李玲蔚曾经担任2004年雅典奥运会和2008年北京奥运会的火炬手。并在北京奥运会的开幕式上擔任奥运会会旗的旗手。
2012年当选为国际奥委会委员。2016年12月，当选中国奥委会副主席。
她是第九届全国人大代表，第十二届全国人大常委会委员，第十届、十一届全国政协委员。2018年2月24日，当选为第十三届全国人大代表。

## 主要战绩
| 年份   | 賽事                   | 成績               |
| ------ | ---------------------- | ------------------ |
| 1982年 | 日本羽毛球公开赛       | 冠軍（女子單打）   |
| 1982年 | 亞洲運動會羽毛球比賽   | 亞軍（女子單打）   |
| 1982年 | 全英羽毛球公开赛       | 亞軍（女子單打）   |
| 1983年 | 世界羽毛球锦标赛       | 冠軍（女子單打）   |
| 1983年 | 世界羽毛球大奖赛总决赛 | 冠軍（女子單打）   |
| 1984年 | 马来西亚羽毛球公开赛   | 冠軍（女子單打）   |
| 1984年 | 全英羽毛球公开赛       | 冠軍（女子單打）   |
| 1984年 | 印度尼西亚羽毛球公开赛 | 冠軍（女子單打）   |
| 1984年 | 羽毛球世界杯           | 冠軍（女子單打）   |
| 1985年 | 世界羽毛球锦标赛       | 冠軍（女子雙打）   |
| 1985年 | 世界羽毛球锦标赛       | 季軍（女子單打）   |
| 1985年 | 印度尼西亚羽毛球公开赛 | 冠軍（女子單打）   |
| 1985年 | 瑞典羽毛球公開賽       | 冠軍（女子雙打）   |
| 1985年 | 全英羽毛球公开赛       | 冠軍（女子雙打）   |
| 1985年 | 全英羽毛球公开赛       | 亞軍（女子單打）   |
| 1985年 | 印度尼西亚羽毛球公开赛 | 冠軍（女單、女雙） |
| 1985年 | 羽毛球世界杯           | 冠軍（女子單打）   |
| 1985年 | 世界羽毛球大奖赛总决赛 | 冠軍（女子單打）   |
| 1986年 | 日本羽毛球公开赛       | 冠軍（女子單打）   |
| 1986年 | 中国羽毛球公开赛       | 亞軍（女子單打）   |
| 1986年 | 亞洲運動會羽毛球比賽   | 亞軍（女子單打）   |
| 1986年 | 香港羽毛球公開賽       | 冠軍（女單、女雙） |
| 1986年 | 羽毛球世界杯           | 冠軍（女單、女雙） |
| 1986年 | 世界羽毛球大奖赛总决赛 | 冠軍（女子單打）   |
| 1987年 | 世界羽毛球锦标赛       | 亞軍（女單、女雙） |
| 1987年 | 日本羽毛球公开赛       | 冠軍（女子單打）   |
| 1987年 | 马来西亚羽毛球公开赛   | 冠軍（女子單打）   |
| 1987年 | 中国羽毛球公开赛       | 冠軍（女子單打）   |
| 1987年 | 印度尼西亚羽毛球公开赛 | 冠軍（女子單打）   |
| 1987年 | 羽毛球世界杯           | 冠軍（女單、女雙） |
| 1987年 | 世界羽毛球大奖赛总决赛 | 冠軍（女子單打）   |
| 1988年 | 泰国羽毛球公开赛       | 冠軍（女子單打）   |
| 1988年 | 印度尼西亚羽毛球公开赛 | 冠軍（女子單打）   |
| 1988年 | 中国羽毛球公开赛       | 冠軍（女子單打）   |
| 1988年 | 丹麦羽毛球公开赛       | 冠軍（女子單打）   |
| 1988年 | 羽毛球世界杯           | 冠軍（女子單打）   |
| 1989年 | 全英羽毛球公开赛       | 冠軍（女子單打）   |
| 1989年 | 瑞典羽毛球公开赛       | 冠軍（女子單打）   |
| 1989年 | 世界羽毛球锦标赛       | 冠軍（女子單打）   |
| 1989年 | 日本羽毛球公开赛       | 冠軍（女子單打）   |
| 1989年 | 法国羽毛球公开赛       | 冠軍（女子單打）   |

### 世界冠軍頭銜
李玲蔚在羽毛球生涯中共奪得13項羽毛球世界冠軍頭銜。
| 賽事             | 奪冠次數 | 年份                                                                                               |
| ---------------- | -------- | -------------------------------------------------------------------------------------------------- |
| 世界羽毛球锦标赛 | 3        | 1983年（女子單打） 1985年（女子雙打） 1989年（女子單打）                                           |
| 羽毛球世界杯     | 7        | 1984年（女子單打） 1985年（女子單打） 1986年（女單、女雙） 1987年（女單、女雙） 1988年（女子單打） |
| 尤伯杯           | 3        | 1984年（女子團體） 1986年（女子團體） 1988年（女子團體）                                           |
| 總計             | 13       | |